# Tyran de La Sagra
Myiarchus sagrae
Espèce
Statut de conservation UICN

 LC  : Préoccupation mineure
Le Tyran de La Sagra (Myiarchus sagrae), aussi appelé Moucherolle de La Sagra, est une espèce de passereau de la famille des Tyrannidae,.

## Systématique et distribution
Cet oiseau est représenté par deux sous-espèces selon la classification de référence du Congrès ornithologique international (version 9.1, 2019) :
- Myiarchus sagrae lucaysiensis (Bryant, H, 1867) : Bahamas ;
- Myiarchus sagrae sagrae (Gundlach, 1852) : Cuba, île de la Jeunesse et Grand Cayman[1],[2],[4].